# Miguel Hidalgo, Guasave
Miguel Hidalgo är en ort i Mexiko.   Den ligger i kommunen Guasave och delstaten Sinaloa, i den västra delen av landet, 1 200 km nordväst om huvudstaden Mexico City. Miguel Hidalgo ligger 5 meter över havet och antalet invånare är 305.
Terrängen runt Miguel Hidalgo är mycket platt. Runt Miguel Hidalgo är det ganska tätbefolkat, med 100 invånare per kvadratkilometer. Närmaste större samhälle är Guasave, 15,1 km nordost om Miguel Hidalgo. Trakten runt Miguel Hidalgo består till största delen av jordbruksmark.